# Riềng Xiêm
Riềng Xiêm hay riềng Thái Lan (danh pháp hai phần: Alpinia siamensis) là cây thân thảo thuộc họ Gừng.
Cây mọc ven suối và dưới tán rừng, có mặt ở Thái Lan, Campuchia, Việt Nam (các tỉnh: Thừa Thiên Huế, Bà Rịa-Vũng Tàu).